# Entrevaux
Entrevaux é uma comuna francesa na região administrativa da Provença-Alpes-Costa Azul, no departamento dos Alpes da Alta Provença. Estende-se por uma área de 60,37 km². Em 2010 a comuna tinha 856 habitantes (densidade: 14,2 hab./km²).

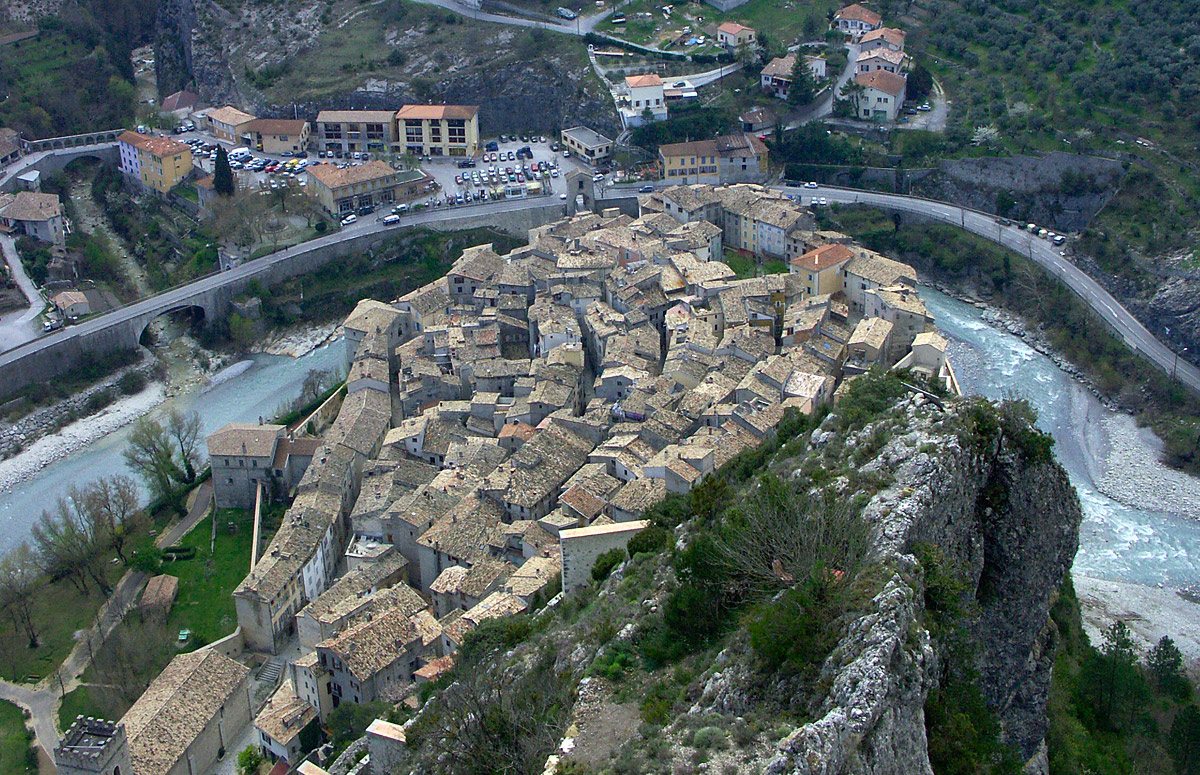
O rio Var passa em Entrevaux